# Thomas Kyd
Thomas Kyd (Londra, novembre 1558 – Londra, luglio o agosto 1594) è stato un drammaturgo britannico.

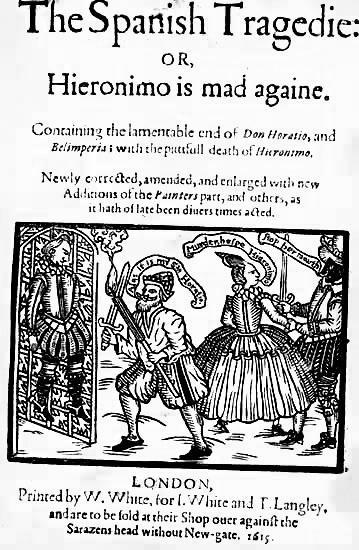
The Spanish Tragedie

Educato alla Merchant Taylors' School, studiò musica e teatro (o più propriamente, la letteratura teatrale). Le notizie biografiche sono scarse: fu un famoso drammaturgo ed i coevi lo ricordarono menzionandolo, ma poco è riportato dai documenti dell'epoca. Durante i suoi ultimi anni fu arrestato per le idee liberali dovute alla sua educazione innovativa. Prestò servizio presso alcuni nobili ma morì pieno di debiti.
Di Kyd rimane un solo testo, fondamentale per il teatro inglese: The Spanish Tragedie (La tragedia spagnola), nel quale il drammaturgo elabora i temi della tragedia di vendetta. I toni del dramma, in linea con la produzione inglese dell'epoca, risentono delle atmosfere cupe e sanguinarie, indice di un gusto per l'estetica spettacolare, assai differente dalla coeva produzione drammaturgica europea. 
Nel 2009 Brian Vickers ha pubblicato il risultato di un'analisi informatica effettuata con un programma in grado di rilevare i plagi al testo dell'Edoardo III: l'analisi suggerisce che il 40% dell'opera sarebbe stata scritta da William Shakespeare, il resto da Thomas Kyd.